# آمالی کرشر
آمالی کرشر (به آلمانی: Amalie Kärcher) (زاده ۱۸۵۰ و درگذشته ۱۹۲۶) نقاش اهل آلمان بود. زبردستی او در نقاشی از طبیعت بی‌جان و گلها بود.

## نگارخانه

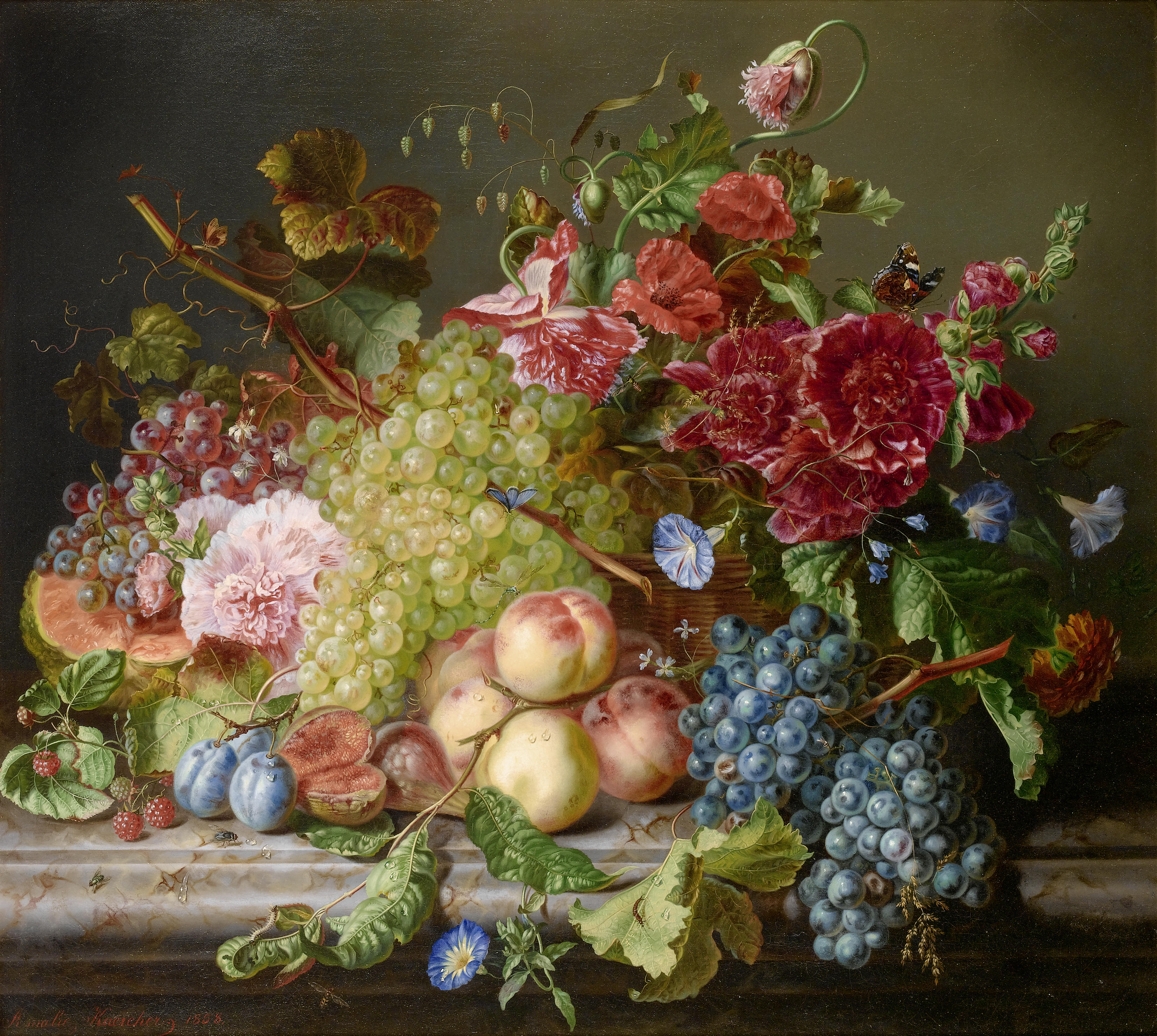
طبیعت بی‌جان و گل بر روی طاقچه
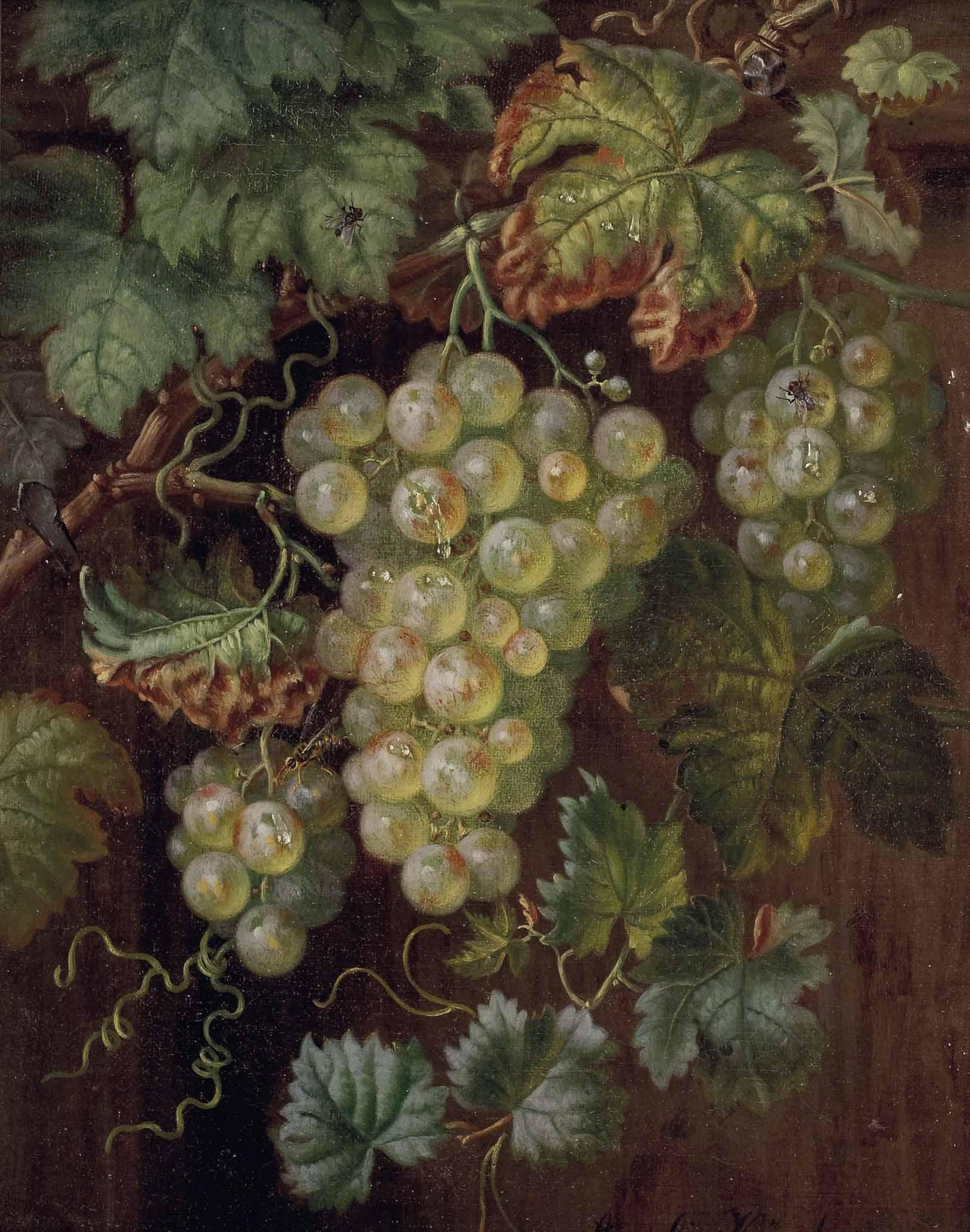
انگور
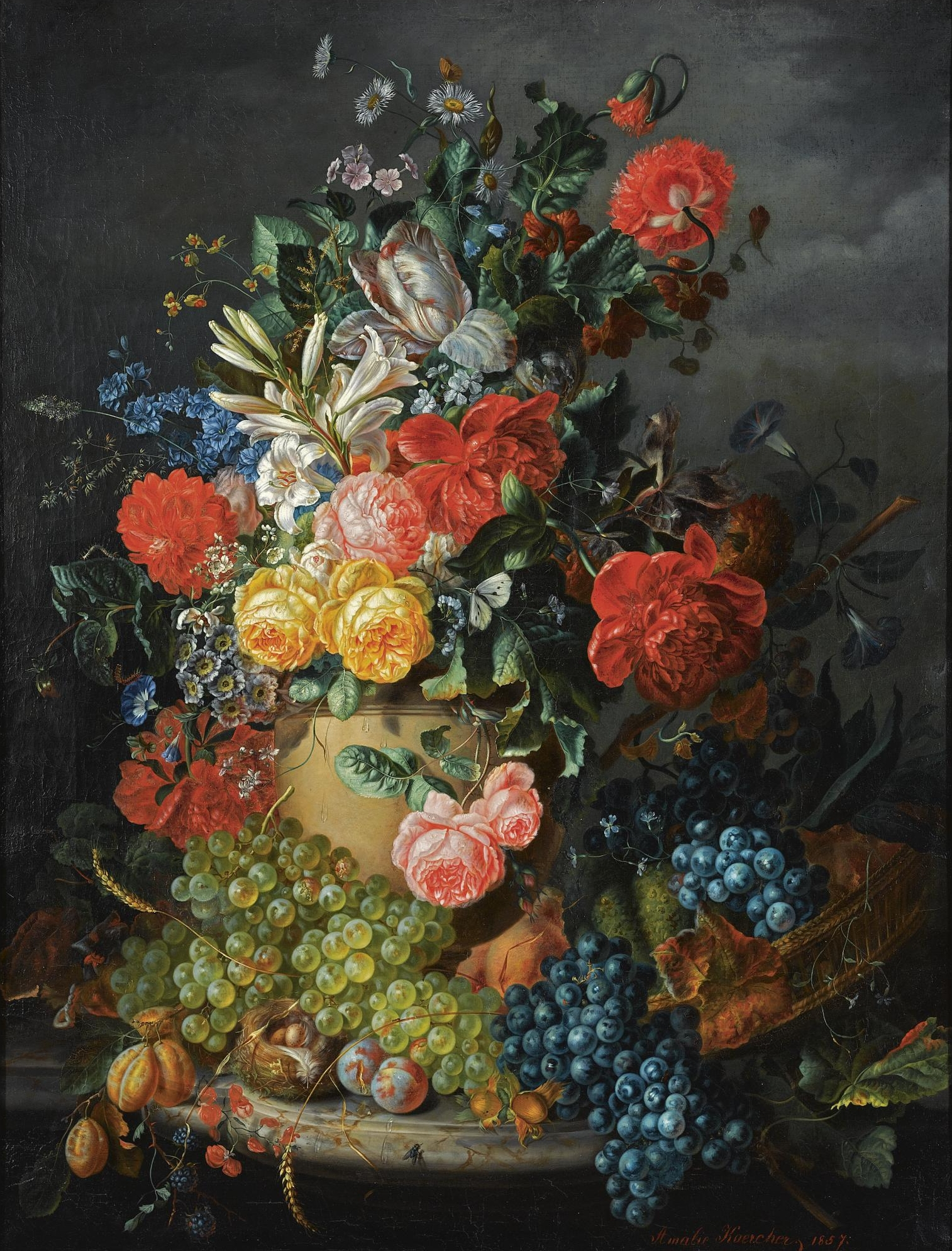
طبیعت بی‌جان با انگور
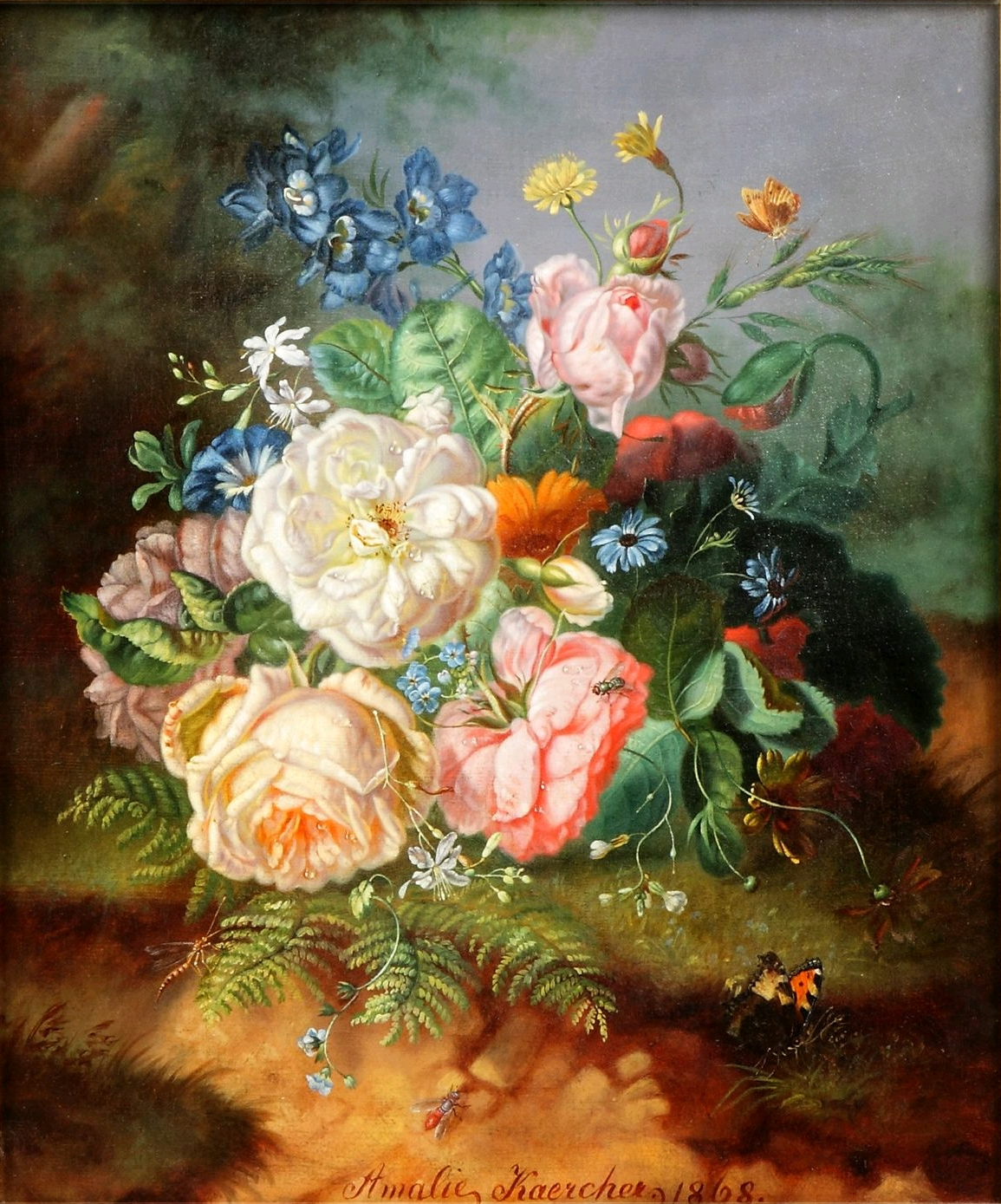
گل‌ها و حشرات
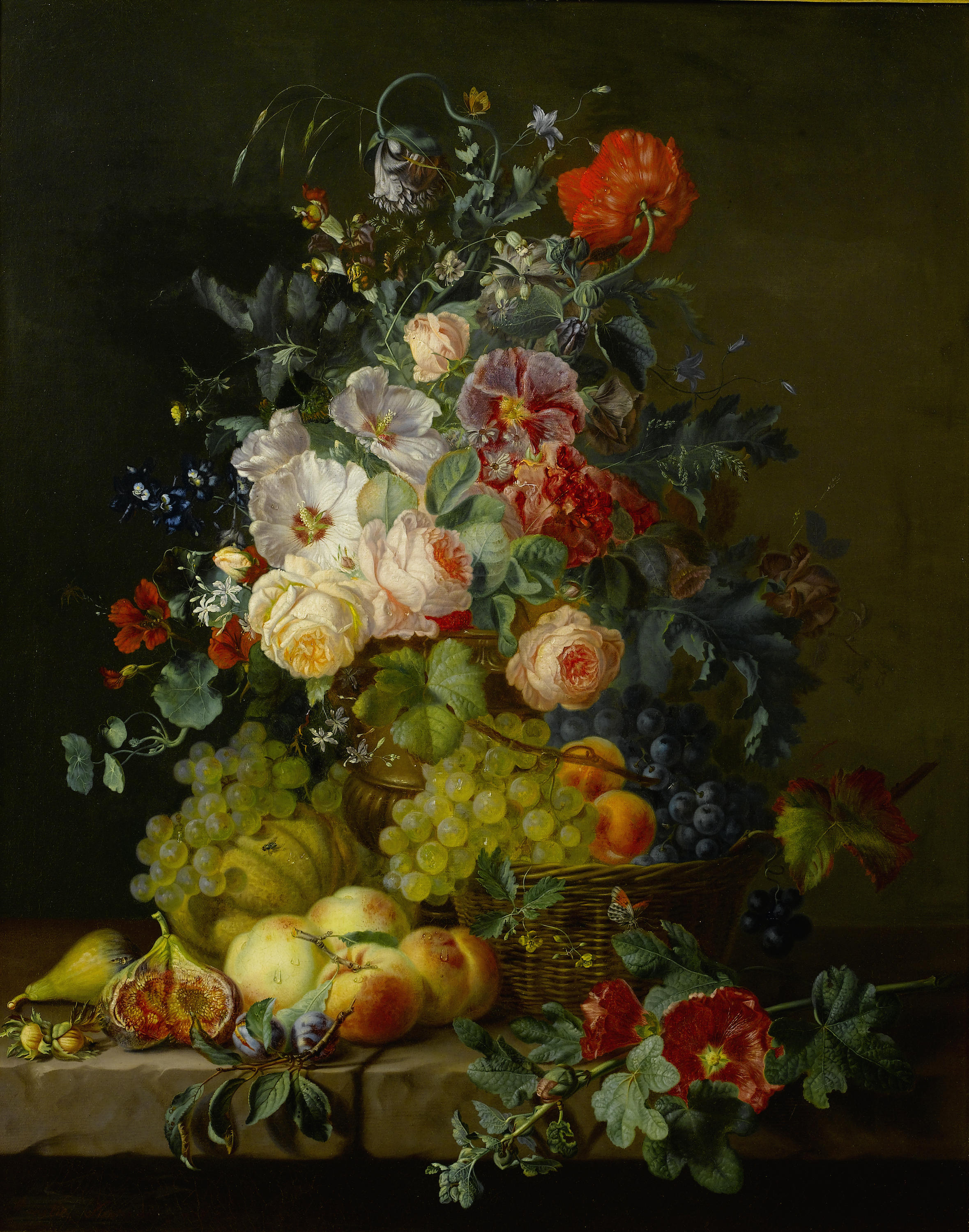
طبیعت بی‌جان و گل بر روی طاقچه